# Геккер, Август Оскар Эрнст
Август Оскар Эрнст Геккер (нем. August Oskar Ernst Hecker; 1864—1938) — немецкий геофизик и сейсмолог, член-корреспондент Российской академии наук (1923).

## Биография
Родился 21 мая 1864 года в городе Берсенбрюк в семье чиновника.
Образование получал в 1887—1891 годах в университетах Бонна, Берлина и Мюнхена. В Мюнхенском университете под руководством астронома Хуго Зеелигера в 1891 году защитил диссертацию о движении звезд и планет Солнечной системы «Über die Darstellung der Eigenbewegungen der Fixsterne und die Bewegung des Sonnensystems», получив степень доктора философии.
С 1891 по 1910 годы работал научным наблюдателем в Королевском геодезическом институте в Потсдаме, где в 1895 году стал ассистентом, а в 1907 году главным наблюдателем в астрофизической обсерватории института. В 1896 году Геккер опубликовал свою первую научную статью «Das Horizontalpendel»
о простейшем сейсмографе — горизонтальном маятнике. В 1899 году он сообщил о результатах наблюдений, проведенных с помощью этого прибора — «Untersuchung von Horizontalpendelapparaten».
В 1901—1910 годах под руководством Оскара Геккера в Потсдамской обсерватории велись непрерывные сейсмометрические наблюдения, результаты которых были обработаны и опубликованы учёным в трудах Геодезического института. С 1902 по 1909 годы совместно с О. Мейсснером Геккер проводил наблюдения над деформациями земной коры под влиянием лунного и солнечного притяжения с помощью того же горизонтального маятника. Результаты были опубликованы в
двух выпусках трудов Геодезического института: «Beobachtungen an Horizontalpendeln ṻber die Deformation des Erdkorpers unter dem Einfluss von Sonne und Mond» (1907 и 1909 годы). Исследования немецкого учёного пробудили интерес к наблюдениям над Солнцем и Луной в разных странах мира и привели к созданию новых наблюдательных станций в Европе, Северной Америке и Советской России.
В 1910 году Геккер стал руководителем Центральной сейсмической станции в Страсбурге. По окончании Первой мировой войны Страсбург отошел Франции, и в 1918 году немецким ученым пришлось организовывать Центральную сейсмическую станцию для исследования землетрясений в Йене, базой для которой стала Сейсмологическая станция, существовавшая в университете Йены с 1899 года (в 1902 году она вошла в состав Физического института). В 1919 году Оскар Геккер стал директором Йенской сейсмической станции и в 1923 году возглавил созданный на её базе Центр для исследования колебаний земной коры. Учёный-сейсмолог составил сводку сейсмических станций Германии и Австрии по состоянию на ноябрь 1921 года — «Die Erdbebenwarten Deutschlands und Deutsch-Österreichs nach dem Stande vom November 1921».
Наряду с научной работой, с 1911 года Геккер был соредактором издания «Gerlands Beitrкấgen zur Geophysik». Вместе с Эмилем Вихертом в 1922 году он инициировал создание Немецкого сейсмологического общества, которое с 1924 года стало называться Немецким геофизическим обществом. В 1925—1926 годах Геккер был председателем этого общества. С 1910 года учёный был членом Немецкой академии естествоиспытателей Леопольдина,
в 1919 году избран членом-корреспондентом Королевского естественнонаучного общества Гёттингена. В 1923 году ряд советских учёных предложили кандидатуру Оскара Геккера на избрание членом-корреспондентом молодой Российской академии наук, и 28 ноября 1923 года немецкий учёный был избран членом-корреспондентом Российской академии наук по разряду физических наук (геофизика) Отделения физико-математических наук.
Центром по исследованию колебаний земной коры в Йене он руководил до выхода на пенсию в 1932 году. После этого жил в Мюнхене у сына, где умер 19 сентября 1938 года.